# Giorgio Furlan
Giorgio Furlan (Treviso, 9 marzo 1966) è un dirigente sportivo, ex ciclista su strada e pistard italiano.
Professionista dal 1989 al 1998, conta la vittoria di importanti corse quali Milano-Sanremo, Freccia Vallone, Tour de Suisse e Tirreno-Adriatico oltre a due successi di tappa al Giro d'Italia ed i Campionati italiani del 1990.

## Carriera

### Ciclista

Furlan, in maglia Gewiss, vince la Milano-Sanremo 1994.

Da dilettante vinse numerose classiche del Calendario italiano come il Trofeo Gianfranco Bianchin nel 1985 e 1986, il Giro del Medio Brenta sempre nel 1986, il Gran Premio di Poggiana nel 1987, la Milano-Rapallo, la Ruota d'Oro-Festa del Perdono e il Giro dell'Umbria nel 1988.
Professionista dal 1989, è stato uno dei corridori italiani più vittoriosi nella prima metà degli anni novanta. Vinse infatti classiche come la Milano-Sanremo, nel 1994, e la Freccia Vallone, nel 1992, ma anche corse a tappe come il Tour de Suisse, nel 1992 davanti a Gianni Bugno, la Tirreno-Adriatico e il Critérium International, entrambe nel 1994. Vinse anche due tappe al Giro d'Italia, nel 1992 e 1993 rispettivamente, e si fregiò del titolo di campione italiano su strada, nel 1990 a Camaiore.
Si ritirò dalle corse al termine della stagione 1998. Sulla sua carriera pesa però l'ombra del doping. Infatti, relativamente al periodo dei suoi più importanti successi, ai tempi in cui militava nel team Gewiss-Ballan, rimase invischiato nelle indagini sull'uso di pratiche illecite nel ciclismo. Il 7 gennaio 2000, quando ormai aveva abbandonato l'attività agonistica, venne deferito dal CONI per doping ematico.

### Dopo il ritiro
Dopo il ritiro dalle gare è stato per alcuni anni direttore sportivo del team dilettantistico GS 93 Promosport; dal 2018 è alla guida della General Store, formazione che dal 2020 detiene licenza di Continental Team.

## Palmarès
- 1985 (Dilettanti)

Trofeo Gianfranco Bianchin
- 1986 (Dilettanti)

Trofeo Gianfranco Bianchin
Giro del Medio Brenta
- 1987 (Dilettanti)

Gran Premio di Poggiana
- 1988 (Dilettanti)

Milano-Rapallo
Ruota d'Oro - Festa del Perdono
- 1990 (Diana-Colnago, una vittoria)

Gran Premio Città di Camaiore (valido come Campionato italiano)
Campionati italiani, Prova in linea
- 1991 (Ariostea, una vittoria)

Coppa Bernocchi
- 1992 (Ariostea, sei vittorie)

2ª tappa Critérium International (Fontaine-de-Vaucluse > Cheval-Blanc)
Freccia Vallone
Giro di Toscana
13ª tappa Giro d'Italia (Corvara in Badia > Monte Bondone)
2ª tappa Tour de Suisse (Dübendorf > Schindellegi)
Classifica generale Tour de Suisse
- 1993 (Ariostea, due vittorie)

9ª tappa Giro d'Italia (Montelibretti > Fabriano)
2ª tappa Tour de Suisse (Baden > Baden)
- 1994 (Gewiss, dieci vittorie)

2ª tappa Settimana Ciclistica Internazionale (Caltanissetta > Monreale)
Trofeo Pantalica
2ª tappa Tirreno-Adriatico (Santa Marinella > Manciano)
6ª tappa Tirreno-Adriatico (Assisi > Montemonaco)
7ª tappa Tirreno-Adriatico (Montegranaro > Monte Urano)
Classifica generale Tirreno-Adriatico
Milano-Sanremo
2ª tappa Critérium International (Pernes-les-Fontaines > Cheval-Blanc)
Classifica generale Critérium International
1ª tappa Tour de Romandie (Neuchâtel > Le Sentier)
- 1995 (Gewiss, due vittorie)

2ª tappa Tour de Suisse (Bellinzona > Wisp)
5ª tappa Vuelta a Galicia

### Altri successi
- 1993 (Ariostea)

1ª prova Gran Premio Sanson (Criterium)

## Piazzamenti

### Grandi Giri
- Giro d'Italia

1990: 126º
1991: 60º
1992: 19º
1993: 12º
1994: non partito (12ª tappa)
1995: 34º
1996: non partito (21ª tappa)
1998: 62º
- Tour de France

1994: 58º
1997: 74º
- Vuelta a España

1995: non partito (7ª tappa)
1996: 43º
1997: 78º

### Classiche monumento
- Milano-Sanremo

1990: 76º
1991: 41º
1992: 59º
1993: 6º
1994: vincitore
1995: 119º
1996: 72º
- Giro delle Fiandre

1987: 75º
1990: 109º
1996: 43º
- Liegi-Bastogne-Liegi

1992: 8º
1993: 7º
1994: 3º
1996: 35º
- Giro di Lombardia

1991: 28º
1993: 2º
1994: 20º
1996: 39º

### Competizioni mondiali
- Campionati del mondo

Benidorm 1992 - In linea: ritirato
Agrigento 1994 - In linea: 22º

## Riconoscimenti
- Premio Italia professionisti nel 1992 e 1994
- Borraccia d'oro dell'Associazione Ex Ciclisti della Provincia di Treviso nel 2011